# Polarotaxis
A polarotaxis egyes élőlényeknek a polarizált fényre adott válasza, a fény irányától függő viselkedése. A taxis (a görög tæksiz szóból) az élő szervezetek egyfajta viselkedése egy bizonyos irányból jövő hatásra.
Polarotaxis esetén egyes élőlények a transzverzális fényhullámok meghatározott rezgéssíkú hullámait érzékelik és ennek irányába mozognak. Ekkor pozitív polarotaxisról beszélünk. Ha az ilyen fényforrástól eltávolodnak, akkor negatív a polarotaxis.

## Polarotaxis a természetben
A sima vízfelületről többnyire vízszintesen poláros fény tükröződik vissza. Emiatt a víztestek a fénypolarizációra érzékeny állatok számára már távolról jól felismerhetők, melyek más ingerek alapján, például szagok, a hőmérséklet vagy a páratartalom alapján nem észlelhetők. Egy a fény intenzitása alapján tájékozódó rovar gyakran téves helyre szállna le, hiszen egy nagy fényvisszaverőképességű homokfelület vagy napsütötte földfelszín is hasonlóan fényesnek tűnhet, mint a vízfelület. Ezért az evolúció során az állatok egy csoportja képessé vált a víz fénypolarizáció alapján történő tájékozódásra. A vízi rovarok egy része például a vízszintes poláros fény segítségével talál rá az életet adó vízhez. Mivel az ember által nem befolyásolt természetben a földfelszínen túlnyomórészt csak a vízfelület hoz létre poláros fényvisszaverődést, a rovarok ezt egyfajta iránymutatóként használják.
A polarotaktikus viselkedés során a vízhez kötött rovarok (vízi boagrak, vízipoloskák, kérészek stb.) petéiket a vízbe rakják le.
Ez a jelenség az 1980-as évektől ismert Rudolf Schweind német biológus munkássága alapján.

## Bögölycsapda
Bögölyök petéinek kifejlődéséhez valamilyen gerinces állat vérére van szükség. Ezért a nőstények nagyobb emlősők vérét szívják, és közben betegségeket terjesztenek, a nyálukkal, amit a sebbe ürítenek. Jelentősen rontják a szarvasmarhák hús-és tejhozamát az állandó csípések miatt, ezért az ellenük való küzdelem régóta folyik, de a bögölytenyészhelyek teljes felszámolása lehetetlen.
Megfigyelték, hogy a temetőkben a fekete sírköveken számos vízi rovar rakja le a petéit, melyek aztán természetesen víz hiányában nem kelnek ki. A fekete, sima felület is polarizált fényt ver vissza, és ez vezeti félre a rovarokat. Véletlenül jöttek rá korábban, hogy a fekete gömb szintén vonzza a bögölyöket, bár a fekete gömb nem a vízfelszínt utánozza. Egy másik megfigyelés során kiderült, hogy a sötét színű lovakat előnyben részesítik a bögölyök, szemben a világos színű társaikkal. A kutatások során kiderült a polarotaxis egy új formája, mely szerint a bögöly nem feltétlenül a vízfelszínt keresi, hanem a sötétebb gazdaállatok bőrét, amelyek polárosabb fényt tükröznek, mint a világosabb szőrzetűek.
Ezzel lehet összefüggésben a zebrák csíkos bundája, mely az evolúció során védelmet fejlesztett ki a támadó vérszívó rovarok ellen. A zebrákat nem támadják a bögölyök. Az eddig tapasztalt és kutatott eredmények alapján hatékonyabb bögölycsapda készíthető.